# Rubrobacter naiadicus
Rubrobacter naiadicus es una especie de  bacteria grampositiva del género Rubrobacter. Fue descrita en el año 2014. Su etimología hace referencia a Náyade, ninfas de agua mitológicas. Es aerobia e inmóvil. Tiene un tamaño de 1-1,3 μm de diámetro, con forma de coco. Forma colonias no pigmentadas. Catalasa y oxidasa positivas. Temperatura de crecimiento entre 42-67 °C, óptima de 60 °C. Tiene un contenido de G+C de 66,6%. Se ha aislado de fumarolas en la isla de São Miguel, Azores.